# جیمز ووگان (بازیکن فوتبال، زاده ۱۹۸۶)
جیمز ووگان (انگلیسی: James Vaughan؛ زادهٔ ۶ دسامبر ۱۹۸۶) یک ورزشکار اهل بریتانیا است.
از باشگاه‌هایی که در آن بازی کرده‌است می‌توان به باشگاه فوتبال درویلزدن، باشگاه فوتبال ترانمره راورز، و باشگاه فوتبال درویلزدن اشاره کرد.